# Giorgio Porreca
Giorgio Porreca (Napoli, 30 agosto 1927 – Napoli, 5 gennaio 1988) è stato uno scacchista e traduttore italiano.
Teorico di scacchi, direttore della rivista mensile Scacco!, fu autore di importanti libri scacchistici. Laureato in Lingua e letteratura russa, tradusse diversi testi di maestri sovietici. Fu un grande cultore degli studi scacchistici, dei quali curò la rubrica su Scacco!. Insieme al maestro napoletano Dario Cecaro (1930-2024), di cui era un grande amico, Porreca fu inoltre uno dei fondatori dell'Accademia Napoletana degli Scacchi, che dal 1953 fu ospitata nei locali del prestigioso Circolo Artistico Politecnico. 

## Carriera scacchistica
Nato a Napoli nel 1927, Maestro Internazionale della FIDE e della ICCF, Porreca fu campione italiano nel 1950 a Sorrento (dopo spareggio tecnico con Nicola Engalicew) e nel 1956 a Rovigo. 
Vinse tre volte il Campionato italiano a squadre: nel 1960 con l'Accademia di Napoli, poi nel 1969 e nel 1970 con il Centurini di Genova. Vinse il Festival di Imperia del 1960 e i tornei di Napoli del 1950, 1960 e 1963.
Partecipò con la squadra italiana a tre olimpiadi scacchistiche: a Dubrovnik 1950 in terza scacchiera,  a Helsinki 1952 in prima scacchiera e ad Amsterdam 1954 in seconda scacchiera, col risultato complessivo di diciassette vittorie, undici pareggi e quindici sconfitte.
Porreca giocò per l'Italia in numerosi match contro squadre europee: contro la Svizzera a Losanna nel 1952, a Baveno nel 1957,  a Como nel 1969 e a Lugano nel 1974; contro l'Austria a Vienna nel 1952; contro la Jugoslavia a Bled nel 1953 e a Sirmione nel 1954; contro la Spagna sempre a Sirmione nel 1954; contro la Cecoslovacchia a Praga nel 1957. Giocò anche nelle Clare Benedict Cup del 1953 a Mont Pèlerin e del 1957 a Berna.
Fu sette volte campione italiano nel gioco per corrispondenza (ASIGC - Associazione Scacchistica Italiana Giocatori per Corrispondenza): nel 1957 e poi, consecutivamente, dal 1966 al 1973, risultato non più raggiunto da alcuno.
Morì nella città natale, a sessant'anni, nel 1988.

## Partite
Ecco due vittorie del maestro napoletano trascritte in notazione algebrica italiana. La prima contro Enrico Paoli, Maestro Internazionale e decano dello scacchismo italiano, la seconda contro il Grande maestro Miroslav Filip, che partecipò più volte alla selezione per la candidatura al titolo mondiale.
Enrico Paoli - Giorgio Porreca (Ferrara, 1952)

Difesa dei 2 cavalli (C-58) - 1.e4 e5 2.Cf3 Cc6 3.Ac4 Cf6 4.Cg5 d5 5.exd5 Ca5 6.Ab5+ c6 7.dxc6 bxc6 8.Df3 (var. Polerio) Dc7 9.Ad3 Ae7 10.Cc3 h6 11.Cge4 Cd5 12.Cg3 Cf4 13.Af5 Ab7 14.d4 c5 15.d5 g6 16.Ae4 f5 17.Axf5 gxf5 18.Axf4 exf4 19.Dh5+ Rd8 20.O-O-O fxg3 21.d6 Ag5+ 22.Rb1 Dd7 23.The1 Rc8 24.hxg3 Ac6 25.f4 Af6 26.Dg6 Tf8 27.Cd5 Axd5 28.Txd5 Rb7 29.Txc5 Tae8 30.Th1 Cc6 31.a3 Ra8 32.Dxf5 Dxd6 33.Txh6 Tb8 34.c3 Dd1+ (0-1)   - Vedi la partita online
Miroslav Filip - Giorgio Porreca (Zagabria, 1955)

Difesa olandese (A-84) - 1.d4 d5 2.Cf3 e6 3.c4 c6 4.e3 f5 (Stonewall) 5.Ad3 Ad6 6.b3 Ch6 7.0-0 0-0 8.Aa3 Axa3 9.Cxa3 Cd7 10.b4 g5 11.b5 g4 12.Cd2 Dg5 13.Tc1 Cf6 14.bxc6 bxc6 15.cxd5 cxd5 16.De2 Ce4 17.Tc7 Tb8 18.f3 Cxd2 19.Dxd2 gxf3 20.Txf3 Rh8 21.Txa7 Tb7
22.Txb7 Axb7 23.Db4 Tg8 24.Tg3 Cg4 25.h3 Dh4 26.Tf3 Ce5!  (la mossa vincente) 27.Ae2 Cxf3+
28.Axf3 Ac8 29.Cb5 Ad7 30.Dd6 Dg3 (0-1)
- Vedi la partita online

## Libri e altre pubblicazioni
- Il libro completo degli scacchi, in collaborazione con Adriano Chicco, Milano, Mursia.
- Dizionario enciclopedico degli scacchi, in collaborazione con Adriano Chicco, Milano, Mursia. ISBN 978-88-425-8889-4.
- La partita ortodossa, Milano, Mursia.
- Manuale teorico-pratico delle aperture, Milano, Mursia.
- Studi scacchistici, Milano, Mursia.
- La difesa francese, Milano, Mursia.
- La partita italiana, Milano, Mursia.
- La partita di re, due voll., Santa Maria Capua Vetere, ed. Scacco!
- Anatolij Karpov - La storia della rapida carriera del campione del mondo presentata attraverso un esteso commento,  Santa Maria Capua Vetere, ed. Scacco!

Traduzioni dalla lingua russa:
- Pëtr A. Romanovskij, Il centro di partita, Milano, Mursia.
- Nikolaj D. Grigorjev, Finali di scacchi, Milano, Mursia.
- Aleksandr N. Koblentz, Teoria e pratica degli scacchi, Milano, Mursia.